# Yaza Dewi (Mingyi Nyo)
Yaza Dewi (tiếng Miến Điện: ရာဇဒေဝီ, phát âm [jàza̰ dèwì]) là một hậu cung, tiểu hoàng hậu của Vua Mingyi Nyo nhà Taungoo, mẹ của Vua Tabinshwehti. Sinh thời tên Khin Oo (ခင်ဦးခင်ဦး), là con gái của trưởng làng Lewe, bà trở thành một hậu cung của nhà vua năm 1515. Sau khi sinh hạ hoàng tử duy nhất, bà đã được nâng phẩm vị lên chức hoàng hậu, hiệu Yaza Dewi, là một trong năm hoàng hậu của Mingyi Nyo.

## Thư tịch học
- Sein Lwin Lay, Kahtika U (1968). Mintaya Shwe Hti and Bayinnaung: Ketumadi Taungoo Yazawin (bằng tiếng Miến Điện) (ấn bản thứ 2). Yangon: Yan Aung Sarpay.